# Podjunska ulica (Maribor)

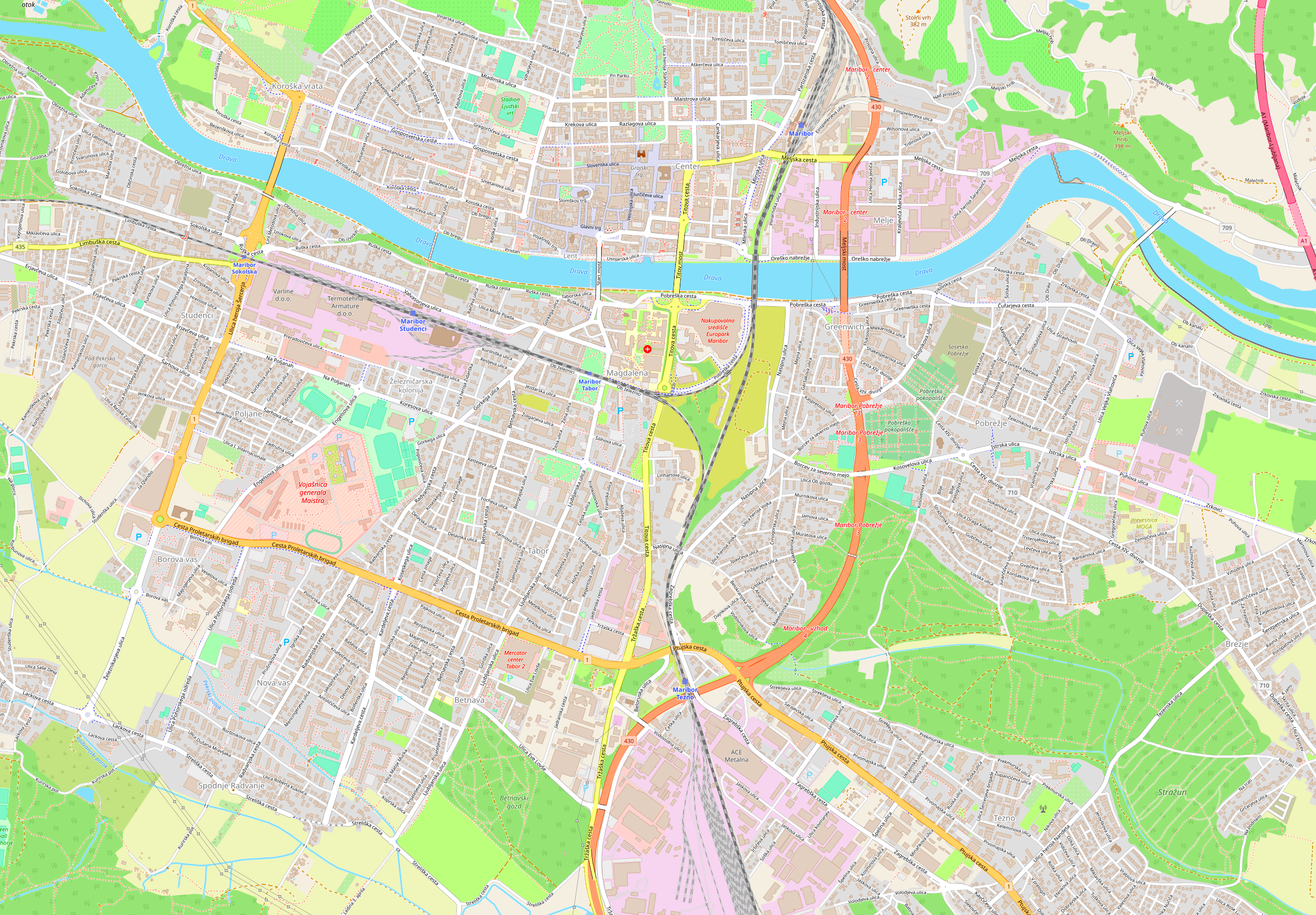

Podjunska ulica (Jauntal-Gasse) ist der Name einer Straße im Bezirk Koroska vrata der Stadtgemeinde Maribor, Slowenien. Sie wurde 1951 angelegt und benannt nach  dem Jauntal (slowenisch Podjuna) in Kärnten (Österreich), dem traditionellen Kerngebiet des Siedlungsraumes der Kärntner Slowenen.

## Lage
Die Straße liegt am Rande der Bebauung von Koroška vrata etwa auf der Höhe der Stufen zum Kalvarienberg südwestlich der Kreuzung von Vrbanska cesta und Kamniška ulica. Sie verbindet die Njegoševa ulica mit der Pasterkova ulica zwischen der Medvedova ulica und der Žnidaričeva ulica. 